# Зимбабвийский африканский национальный союз — Патриотический фронт
Зимбабви́йский африка́нский национа́льный сою́з — Патриоти́ческий фро́нт (англ. Zimbabwe African National Union – Patriotic Front; ZANU-PF) — правящая политическая партия в Зимбабве, возглавлявшаяся 30 лет президентом страны Робертом Мугабе. После его отстранения, 19 ноября 2017 г. лидером стал Эммерсон Мнангагва.
В 1963 году деятели национально-освободительного движения в Южной Родезии Ндабанинги Ситоле, Генри Гамадзирипи, Мукудзеи Мидзи, Герберт Читепо, Эдгар Текере и Леопольд Такавира создали Зимбабвийский африканский национальный союз (англ. Zimbabwe African National Union, ZANU). Во время гражданской войны военизированное крыло партии — Африканская национально-освободительная армия Зимбабве — была одной из двух важнейших сил наряду с Союзом африканского народа Зимбабве (Zimbabwe African People's Union, ZAPU). В 1976 году партия ZANU вместе с ZAPU образовала Патриотический фронт, который пришёл к власти после обретения страной независимости в 1980 году. Лидером партии к этому времени стал Роберт Мугабе, который сначала стал прьемьер-министром, а затем президентом Зимбабве. Партия всё это время придерживалась коммунистической ориентации, но в отличие от ZAPU ориентировалась не на СССР, а на КНР.
22 декабря 1987 года ZANU и ZAPU объединились в единую партию ЗАНС-ПФ, которая остается у власти по сей день. 
| Выборы | Голосов            | Мест       | Δ    |
| ------ | ------------------ | ---------- | ---- |
| 1980   | 1 668 992 (63%)    | 57 из 80   | —    |
| 1985   | 2 233 320 (77,2%)  | 64 из 80   | ▲ 7  |
| 1990   | 1 690 071 (80,54%) | 117 из 120 | ▲ 53 |
| 1995   | 1 143 349 (81,4%)  | 118 из 120 | ▲ 1  |
| 2000   | 1 212 302 (48,6%)  | 62 из 120  | ▼ 56 |
| 2005   | 1 569 867 (59,6%)  | 78 из 120  | ▲ 16 |
| 2008   | 1 110 649 (45,94%) | 99 из 210  | ▲ 21 |
| 2013   | 2 116 116 (62,39%) | 196 из 270 | ▲ 97 |
| 2018   | 2 477 708 (52,35%) | 179 из 270 | ▼ 17 |